# Emilie Heins

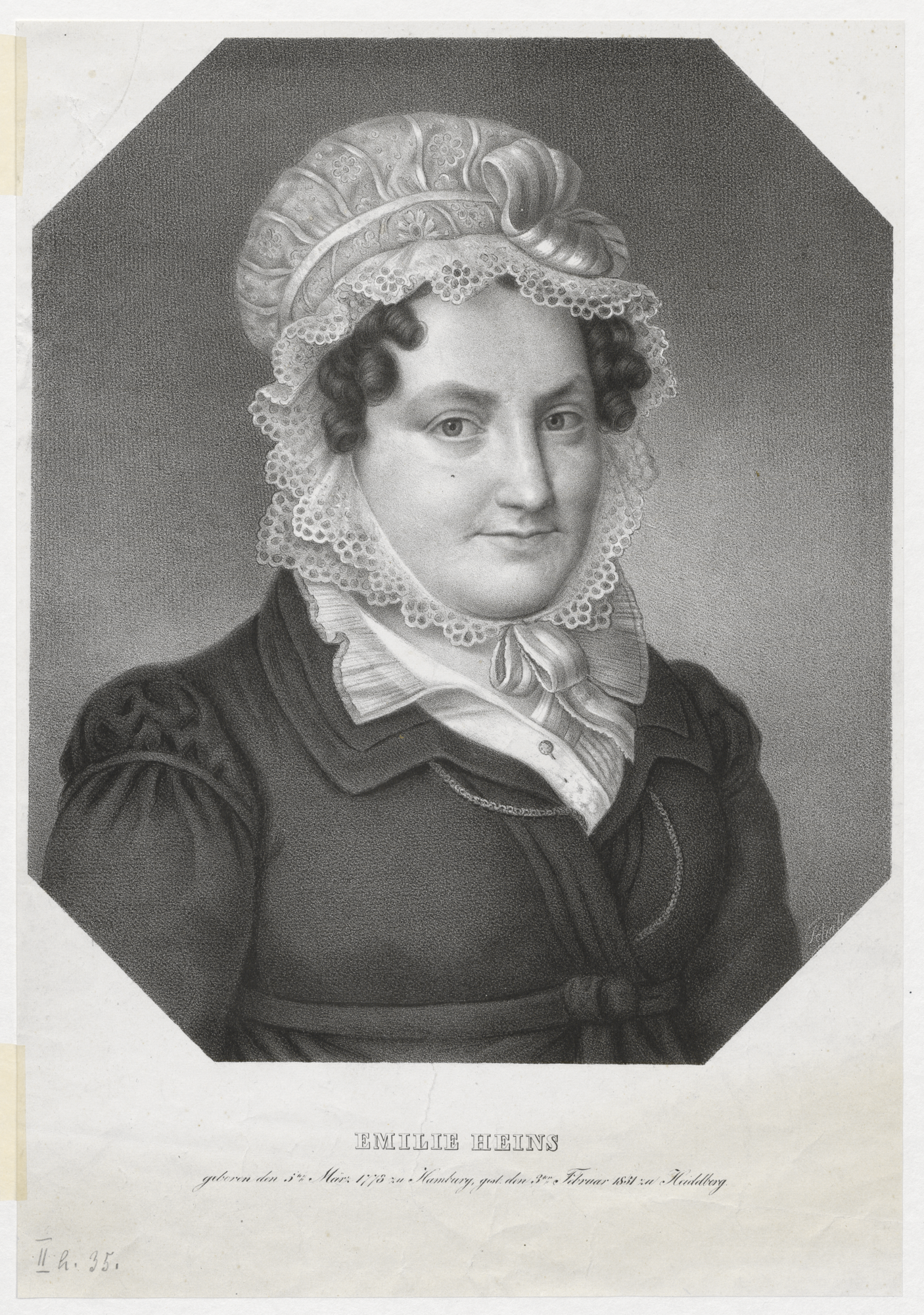

Emilie Heins (* 5. März 1776 oder 1778 in Hamburg; † 3. Februar 1831 in Heidelberg) war eine deutsche Erzieherin. Sie wurde 1829 von der Stadt Heidelberg für die Leitung des ehemaligen „Rudolphi-Instituts“ ausgezeichnet.

## Leben
Emilie Heins, jüngste Tochter des Hamburger Kaufmanns Bernhard Andreas Heins, wurde im Alter von 16 Jahren als Waise in das Mädchenbildungs-Institut von Caroline Rudolphi in Hamm bei Hamburg aufgenommen. Dort bildete sie sich nach der eigentlichen Schulzeit durch praktische Mitwirkung zur Erzieherin aus.
Im Jahr 1803 nahm sie am Umzug des Instituts nach Heidelberg teil und erfüllte bereits Aufgaben einer Gehilfin Caroline Rudolphis. Von Besuchern und Freunden des Heidelberger Instituts war Emilie Heins als Erzieherin geachtet, wie es zum Beispiel für Johann Heinrich Voß von seiner Frau Ernestine bezeugt wird.
Nach dem Tod von Caroline Rudolphi entschloss sich Emilie Heins, die Bildungseinrichtung zunächst in kleinerem Umfang fortzuführen. Sie gab ihr aber in den folgenden zwanzig Jahren eine weitere Blütezeit, von 1816 an zusammen mit ihrer Schwester Elise Bartholomay (〰 26. Dezember 1773 in Hamburg; † 27. Februar 1843 in Heidelberg), die auch in Hamburg von Caroline Rudolphi ausgebildet worden war.
Emilie Heins starb nach längerer Krankheit am 3. Februar 1831. Das Institut bestand bis etwa 1840 unter Elise Bartholomay weiter.

## Leistungen
Emilie Heins führte das angesehene Bildungsinstitut von Caroline Rudolphi „mit ebenso viel mütterlichem als kindlichem Geiste schön und glücklich“ fort und erwarb sich dabei das Lob namhafter Personen. Clemens Brentano spricht von der „trefflichen Heins“ (Brief an Johann Georg Zimmer am 6. Juni 1811). Zum Institutsjubiläum wurde den Schwestern Heins und Bartholomay am 18. August 1829 von der Stadt Heidelberg ein Ehrendiplom des Stadtmagistrats und der Bürgerschaft überreicht. Das noch erhaltene Dokument würdigt die Verdienste von Caroline Rudolphi, Emilie Heins und Elise Bartholomay und bezeugt die gesellschaftliche Bedeutung des Bildungsinstituts für Heidelberg.